# Eduard de Stoeckl

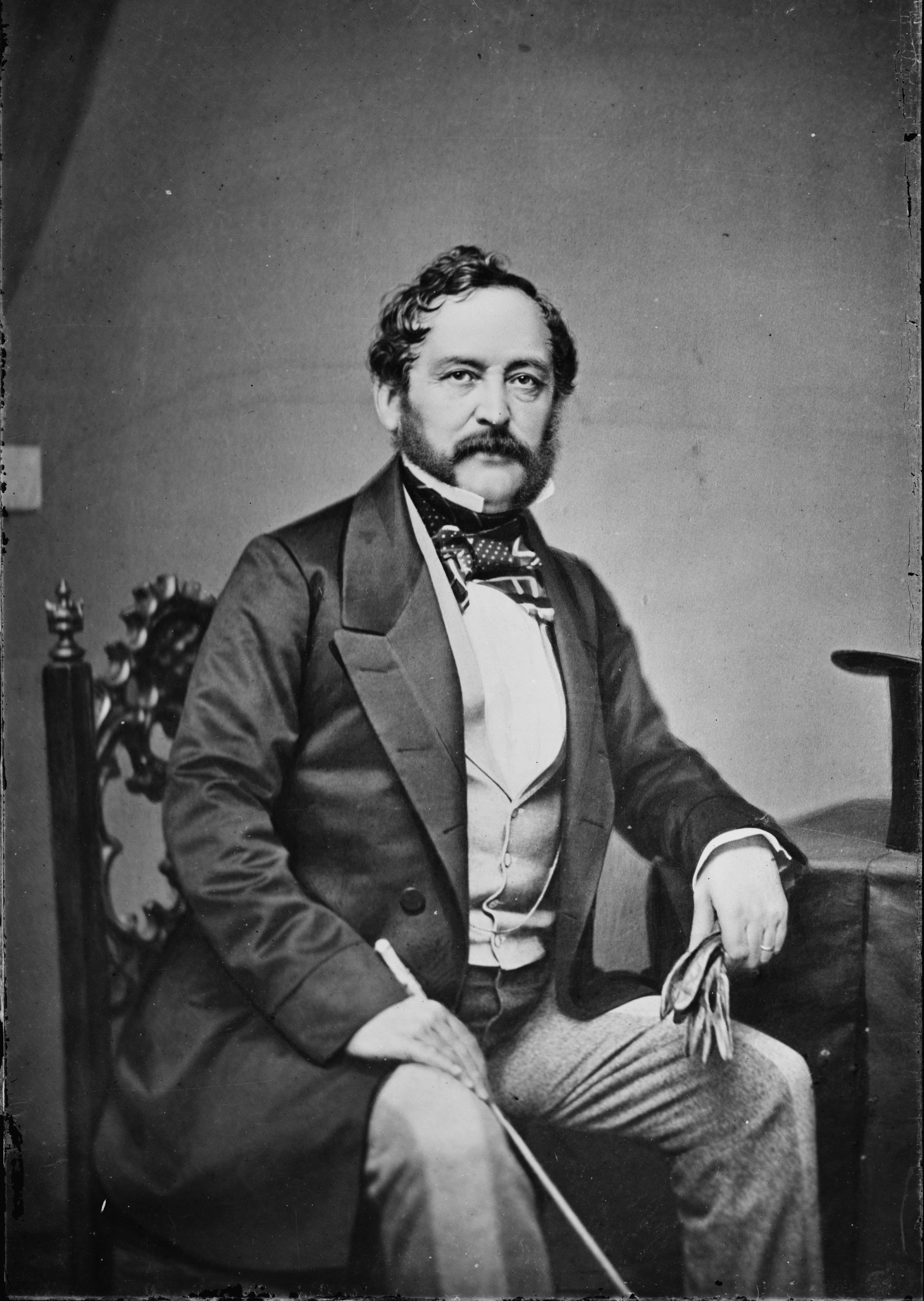
Eduard de Stoeckl.

Eduard Andrejevitj de Stoeckl (ryska: Эдуард Андреевич Стекль), född kring 1804 i Konstantinopel (dagens Istanbul), död 26 januari 1892 i Paris, var en rysk diplomat. Stoeckl ledde de ryska förhandlingarna kring Alaskaköpet 1867.

## Biografi
Eduard Andrejevitj de Stoeckl kom från en diplomatfamilj där fadern var den österrikiske diplomaten Andreas von Stoeckl och modern Maria Pisani (dottern till dragomanen Nicolas Pisani).
Stoeckl gick i skolan "Lycée Richelieu" i Odessa och följde sedan fadern in i diplomatin. Han inträdde i rysk tjänst och placerades i Moldavien, Valakiet och Konstantinopel. 1839 tjänstgjorde han en kort period i Washington och London.
1848 återvände han till Washington, D.C. som den ryske Chargé d'affaires. Efter en kort tid som generalkonsul på Hawaii återkallades Stoeckl till Washington 1854 för att ersätta avlidne Alexandr Bodisko som ryske ministern i USA.
Den 2 januari 1856 gifter sig Stoeckl med amerikanska Eliza W. Howard och paret fick sonen Alexandr.
Stoeckl underhöll goda förbindelser med många amerikanska tjänstemän och politiker, däribland senator och framtida statssekreterare William H. Seward.
Till följd av den gradvisa försämringen av hans hälsa, pensionerade sig Stoeckl från politiken 1869 och flyttade till Paris. Belöningen efter Alaskaköpet garanterade en god ekonomi. Under det Fransk-tyska kriget 1870-1871 bodde familjen i London.
I januari 1892 avlider Stoeckl i Paris, han ligger begravd kyrkogården i Saint-Germain-en-Laye.

## Alaskaköpet

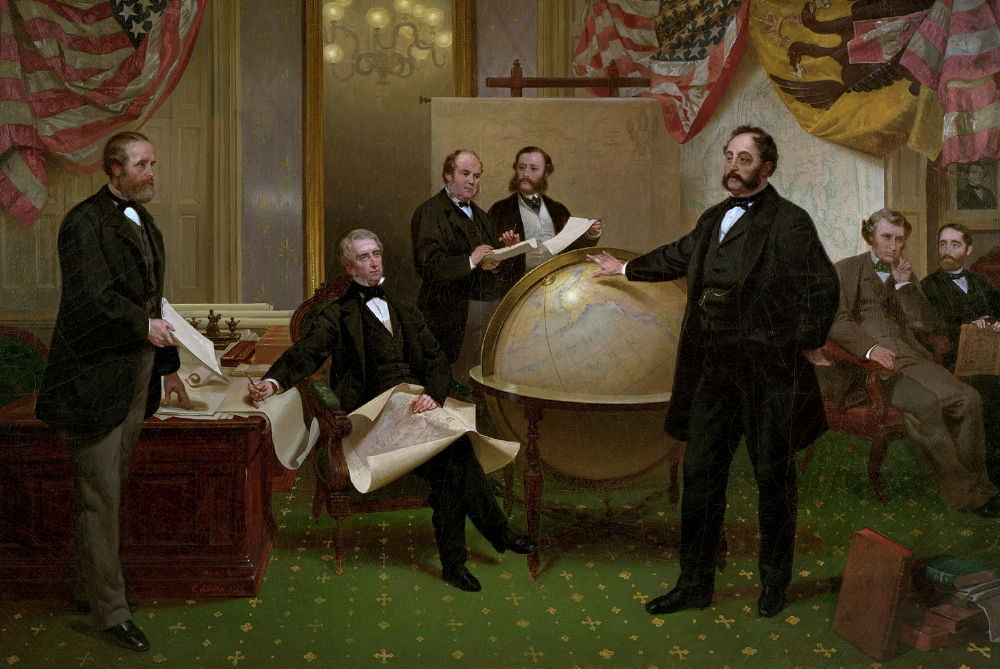
Stoeckl (till höger vid jordgloben) vid Alaskaköpet

Ryssland brottades med ekonomiska problem och fruktade dessutom en oundviklig förlust av Alaska (dåvarande Ryska Amerika) till följd av USA:s territoriella expansion.
Tsar Alexander II av Ryssland uppdragade då Stoeckl att sälja territoriet till USA och förhandlingar med Seward inleddes i början av mars 1867. Avtalet undertecknades den 30 mars och territoriet överlämnades vid en ceremoni den 18 oktober. Arealen omfattade cirka 1 481 347 km² och övergångssumman var 7,2 miljoner dollar. 
Stoeckl belönades av tsaren med $ 25 000 dollar samt en årlig pension på $ 6 000 dollar.